# Cofana lata
Cofana lata  (лат.) — вид прыгающих насекомых рода Cofana из семейства цикадок (Cicadellidae). Юго-Восточная Азия (Вьетнам, Индонезия, Китай). Длина самцов — 8,3 мм, самок — 8,4—9,7 мм. Жёлтовато-коричневые цикадки с чёрными отметинами. Между оцеллиями расположено чёрное пятно. Питаются соками растений. Вид был впервые описан в 1979 году американским энтомологом Дэвидом Янгом (David Allan Young, 1915—1991).